# 御代田城
御代田城（みよだじょう）は、福島県郡山市田村町御代田にあった日本の城。御代田館、三世田城とも呼ばれる。

## 概要
築城の時期ははっきりしないが、南北朝時代の宇津峰をめぐる攻防戦などの記録に名前が残っている。
1580年（天正8年）にはこの城をめぐり、蘆名盛隆らの連合軍と田村清顕との間で御代田合戦が起きた。

## 歴史
- 文和元年（1352年）、宇津峰へ向かう北朝方の軍と南朝方の合戦が起こり、南朝方が布陣するが落城
- 天正8年（1580年）から翌年にかけて、御代田合戦が勃発し、蘆名盛隆、二階堂盛義、佐竹義重らの連合軍に攻撃される。城は二階堂氏の手に渡り、館ヶ岡城主であった須田備前守が入城したが、戦後、田村方が占領していた今泉城と引換で田村方に返還された。

## 現在
郡山市田村町御代田の集落南側、阿武隈川付近の地形などにわずかに痕跡が残るのみ。

## 周辺
- 甚日寺 - 市指定文化財の石碑や曼荼羅（毎年8月7日開帳）
- 篠川城跡 - 篠川公方足利満直館跡、ほぼ対岸に位置するので御代田合戦では佐竹方の二階堂氏が入城
- 谷地神社 - 坂上田村麻呂の生誕の地と伝わり碑が立つ他、付近は蓮の花の名所となっている

## 関連
- 日本の城一覧
- 御代田合戦